# Lulua duprixi
Lulua duprixi là một loài bọ cánh cứng trong họ Cerambycidae.